# Beludzsisztáni Ügynökség
A Beludzsisztáni Ügynökség (vagy Beludzsisztán vagy Balúdzsisztán vagy Brit Beludzsisztán) egyike volt Brit India gyarmati ügynökségeinek. A mai Pakisztán területén létezett, Beludzsisztán tartomány helyén.

## Földrajz
Az ügynökség területe 208,262 km² foglalt magába, ezekből bizonyos területek közvetlen brit kormányzás alatt álltak, ezeket megszerezték vagy bérelték, vagy egyéb módon kerültek közvetlen brit ellenőrzés alá, valamint hercegi államok is tartoztak ide.

## Történelem
Ezt a politikai ügynökséget 1877-ben hozták létre, az 1876-os masztungi szerződést követően, amelyben a beludzs vezetők elfogadták a britek közvetítését az egymás közti vitákban.
Sir Robert Groves Sandeman ezredes egy innovatív rendszert vezetett be a beludzsisztáni törzsek megbékítésére mely 1877-től 1947-ig működött. Azonban az Indiai Kormány általánosan ellenezte módszereit és elutasította, hogy az Északnyugat-Indiai határvidéken alkalmazzák. A történészek sokat vitatták alkalmazási területét, illetve hatékonyságát a Birodalmi befolyás békés terjesztésében.

## Fejedelmi államok
A Beludzsisztáni Ügynökség három fejedelmi államból állt:
- Kalati kaganátus, a legfontosabb és egyetlen tisztelgést megillető állam (az uralkodót örökletes alapon megillette 19 ágyúlövés; uralkodói címek 1739-től vali, begler begi és kán), közigazgatási egységei voltak Dzsalaván, Kaccsi és Szaraván
  - míg Makránt (uralkodójának címe nazem, később naváb) úgy ismerték el, mint Kalat egyik körzetét, vagy mint egy vazallus vagy autonóm államot
- és Kalat két hűbéres állama:
  - Lasz Bela (dzsam szahib uralkodói címmel)
  - Karán (uralkodója címe mir; 1921-től pedig szardár bahador naváb).

Az Indiai Kormány a kapcsolatot az államokkal politikai ügynöke által tartotta fenn, aki Kalatban székelt. Az első beludzsisztáni ügynök Robert Groves Sandeman (1835-1892) volt, India csillaga rendjének parancsnoki lovagja, akit Lord Lytton, India helytartója nevezett ki.

## Fordítás
Ez a szócikk részben vagy egészben  a   Baluchistan Agency című angol Wikipédia-szócikk fordításán alapul.  Az eredeti cikk szerkesztőit annak laptörténete sorolja fel. Ez a jelzés csupán a megfogalmazás eredetét és a szerzői jogokat jelzi, nem szolgál a cikkben szereplő információk forrásmegjelöléseként.

## Kapcsolódó szócikk
- A Beludzsisztáni ügynökség főbiztosainak listája